# Struwwelpeter
Struwwelpeter (traducido como Pedro Melenas, Pedro El Desgreñado o El Despeluzado) es un libro para niños obra del médico alemán nativo de Fráncfort del Meno Heinrich Hoffmann (1809-1894). 
Es uno de los libros de cuentos alemanes más exitosos, junto a los cuentos de hadas de los Hermanos Grimm, y ha sido traducido a múltiples idiomas. Consta de 10 historias ilustradas y narradas en verso, en las que en cada una de ellas es protagonista un niño con algún vicio o "mal comportamiento" distinto, quien al final, recibe un castigo. El título de la primera historia da título a todo el libro. Der Struwwelpeter es uno de los primeros libros para niños que combina narraciones visuales y verbales en un formato de libro, y se considera un precursor de los cómics.

## Origen
En una carta publicada en el periódico Die Gartenlaube en noviembre de 1892, el autor explica:

«¡Habent sua fata libelli! ¡Los libros tienen su Destino! Y esto vale para el Struwwelpeter. En la Navidad de 1844, buscaba un regalo para mi hijo pequeño, de tres años y medio. Quería un libro ilustrado, que correspondiese a la edad de aquel pequeño ciudadano del mundo, pero todo lo que veía no me decía nada; libros con dibujos de piratas, de animales, de sillas y de mesas. Historias largas y bobas que tras múltiples exhortos, concluían con la moraleja explícita: Los niños deben ser siempre buenos o Los niños deben ser limpios o decentes, o justos, etc.(...)
Finalmente, tomé un cuaderno en blanco y le dije a mi esposa: 'Le voy a hacer al niño el libro ilustrado que necesita'. El niño aprende viendo, le entra todo por los ojos, comprende lo que ve. No hay que hacerle advertencias morales.
Cuando le dicen: Lávate; Cuidado con el fuego; Deja eso; ¡Obedece!, para el niño son conceptos sin sentido. Pero el dibujo de un desarrapado, sucio, de un vestido en llamas, la imagen de la desgracia le instruye más que todo lo que se pueda decir con las mejores intenciones. Por eso es cierto el refrán que dice: El gato escaldado huye».

Un amigo suyo, el editor Zacharias Löwenthal (alias Carl-Friedrich Loening), le convenció al año siguiente de publicar su libro de cuentos con moralejas. El título original, Lustige Geschichten und drollige Bilder für Kinder von 3–6 Jahren (Historias muy divertidas y estampas aún más graciosas para niños de 3 a 6 años) cambió, a partir de su tercera edición, a Der Struwwelpeter (Pedro Melenas), como uno de sus personajes, quien ocuparía la portada. Sobre el número de ejemplares de la primera edición, hay controversia; en la carta citada anteriormente, Hoffmann indica que fueron 1500, pero según su editor, fueron 3000. La diferencia puede deberse a que la primera mitad se publicó a Hoffmann bajo los pseudónimos Reimerich Kinderlieb o Peter Struwwel, entre otros.

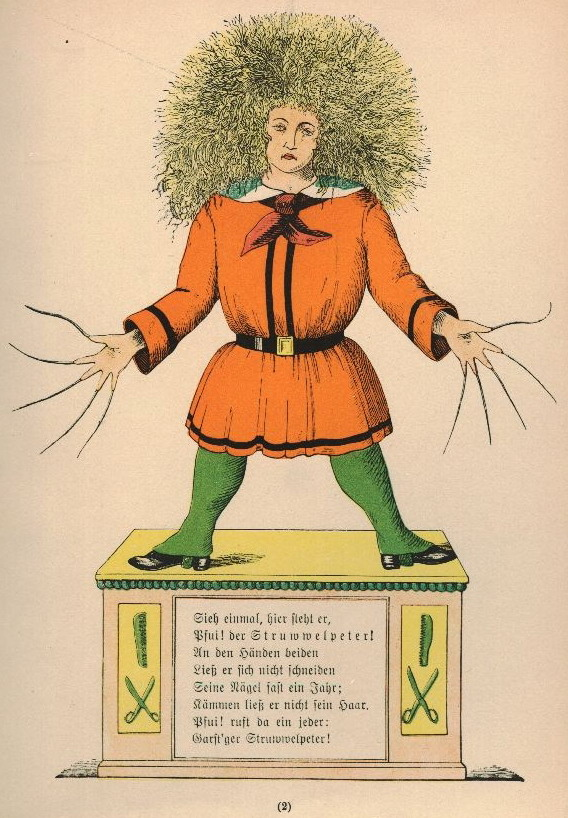

## Cuentos

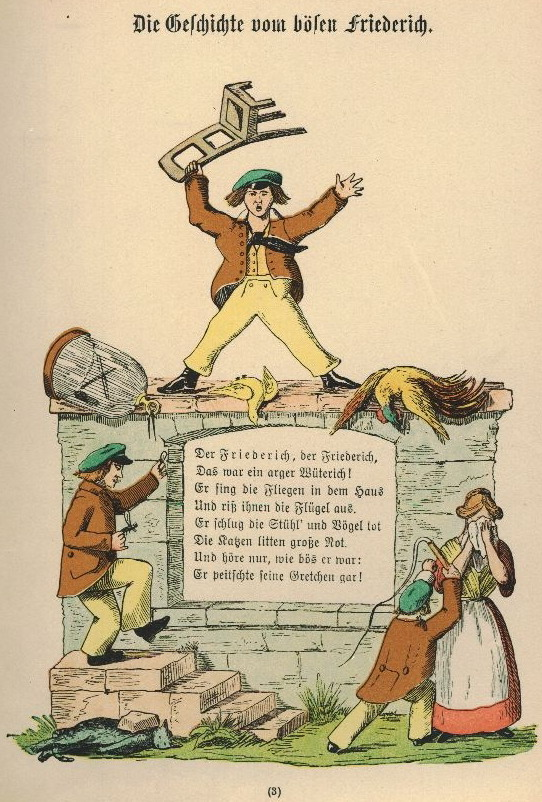
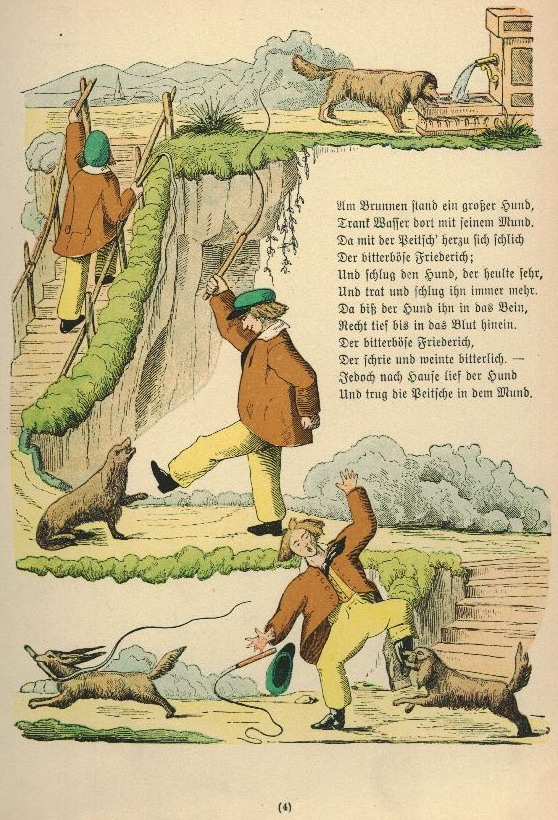
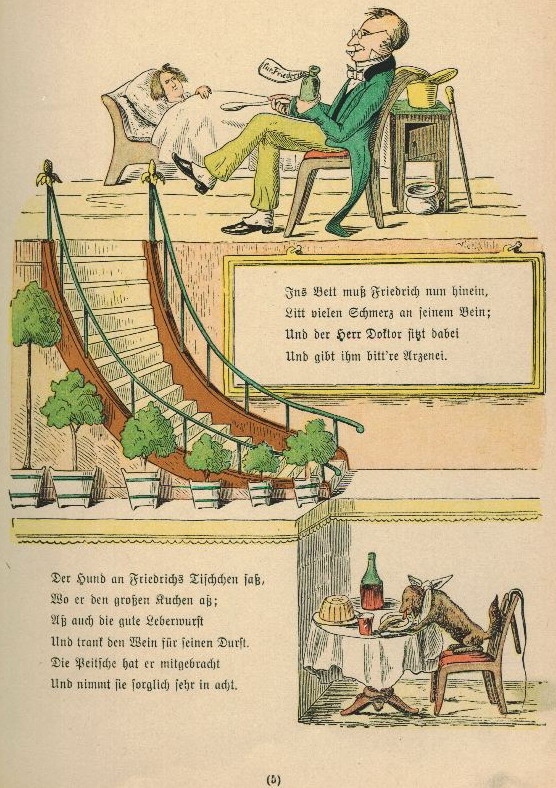

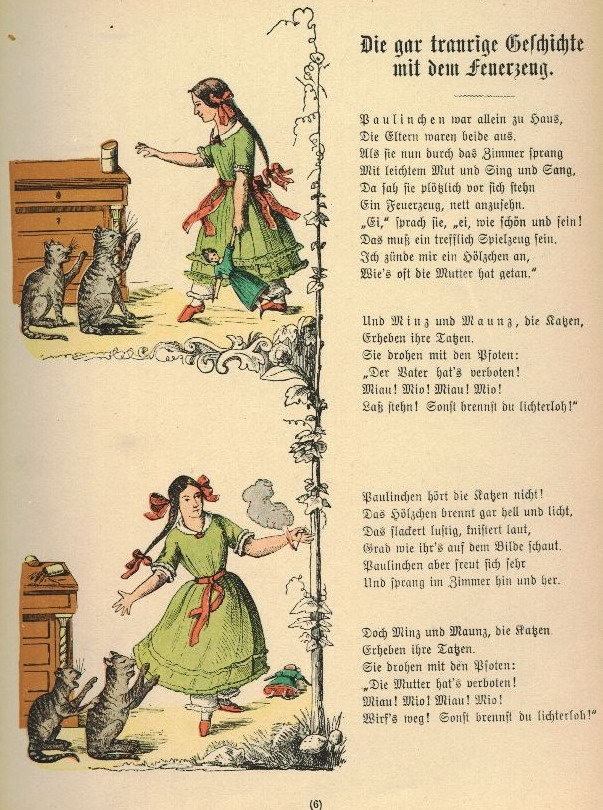
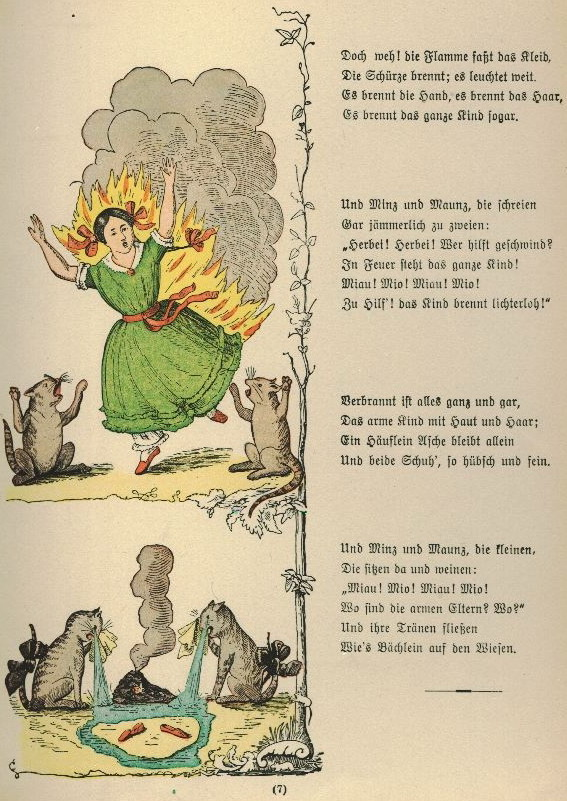

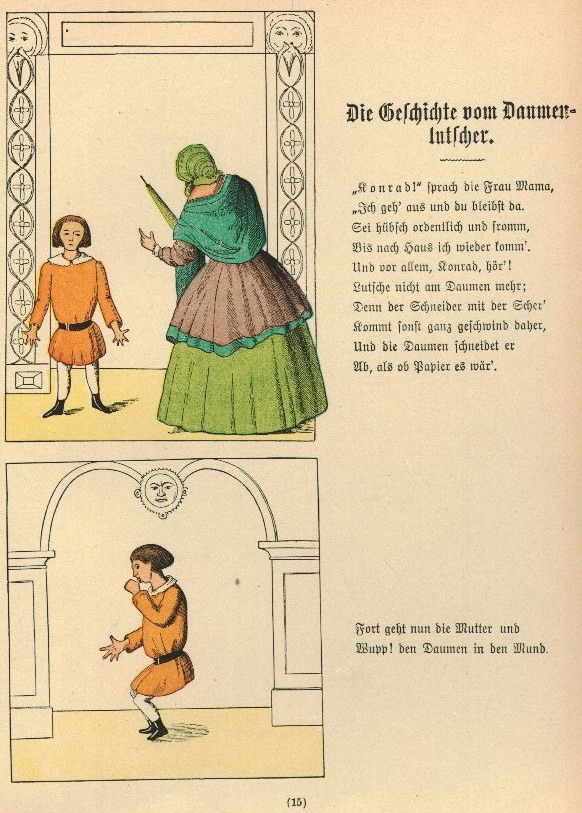
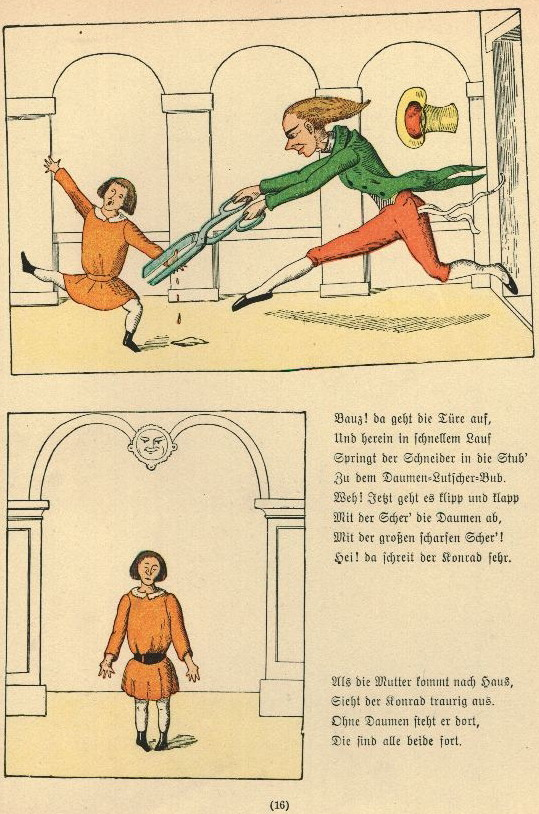

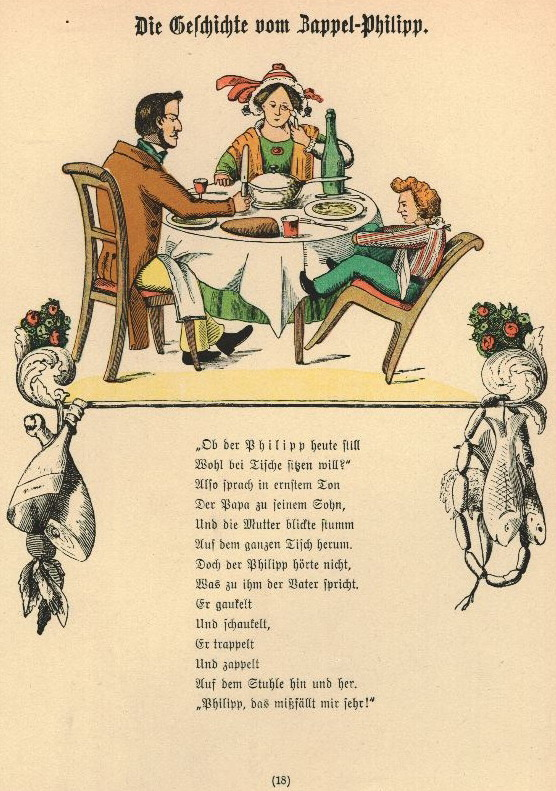
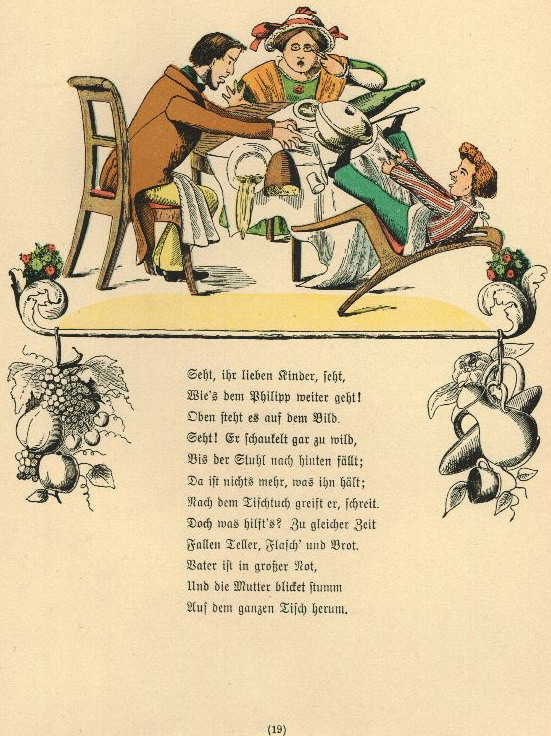
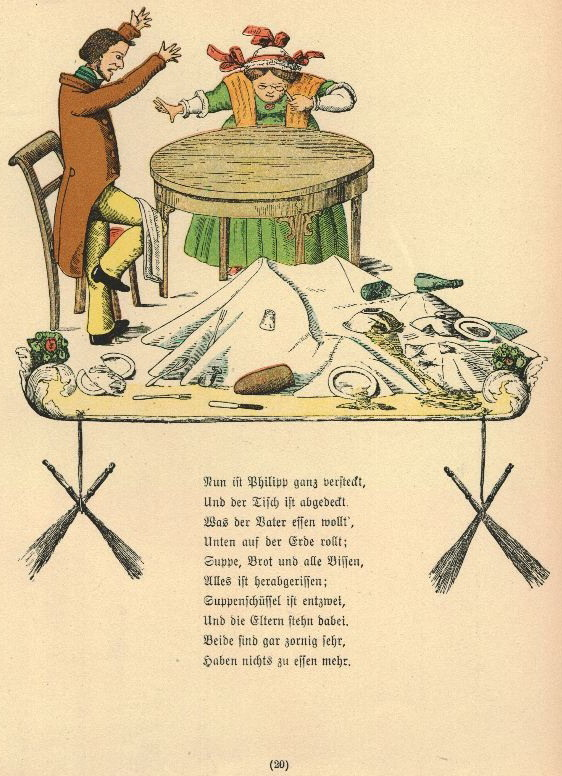

- 'Struwwelpeter' (Pedro Melenas) describe a un chico que no cuida su higiene personal, por lo que es muy impopular:

¡Aquí está, nenes y nenas,

vean bien a Pedro Melenas!

Por no cortarse las uñas

le crecieron diez pezuñas,

y hace más de un año entero

que no ha visto al peluquero.

¡Qué horroroso! -¡Uy, qué miedo!

¡Encontrármelo, no quiero!

- En 'Die Geschichte vom bösen Friederich' (La Historia de Federico el Cruel), un chico violento aterroriza a las personas y, especialmente, a los animales. Un buen día un perro lo muerde y el niño se enferma, por lo que después tiene que estar recluido, tomando los remedios horribles que le da el médico, mientras que el perro se come su sabrosa cena.

¡Federico, Federico

era un demonio de chico!

A los bichos, por las malas,

les arrancaba las alas.

Mataba pájaros, gatos,

destrozaba sillas, platos;

y su maldad era tanta

que azotó a su nana, Marta.

En la fuente, con afán,

saciaba su sed un can.

Federico, el muy malvado,

lo sorprende descuidado

y, sin pensárselo mucho,

azota al infeliz chucho.

El perro gime y, arisco,

responde con un mordisco.

Federico, el imprudente;

grita y llora amargamente,

hasta que el perro se asusta

y se larga con la fusta.

Federico queda en cama

gime, llora y se desgarra.

Viene el doctor y lo examina:

"pociones amargas", su medicina.

El can, en cambio, se harta

de salchichas y de tarta.

Y antes de seguir camino,

se merienda un buen tocino,

y vigila bien la fusta,

porque el palo no le gusta.

- En 'Die gar traurige Geschichte mit dem Feuerzeug' (La Trágica historia de Paulina y los Cerillos), una chica juega con fuego y se quema hasta morir.

Los papás de Paulinita

la dejan sola en casita

La niña corre, jugando

con su muñeca y cantando,

hasta que -¡Oh, maravillas!-

ve una caja de cerillas.

"¡Qué juguete! ¡Qué bonita!",

-dice, al verla, Paulinita:

"Voy a probar a encender,

como mamá suele hacer"

Pero Mina y Minz, las gatas,

alzan a la par sus patas

y chillan:

"¡Ay, miau, miau, no, no, Paulina!

¡Terminarás quemadita!"

Paulinita desatiende

el buen consejo, y enciende,

como se ve en la figura,

la cerilla -¡ay, qué locura!-

mientras salta de contento,

sin descansar un momento.

Pero Mina y Minz, las gatas,

levantan, locas, las patas:

"¡Tu mamá te lo ha prohibido!",

le dicen, con sus maullidos:

"¡Ay, miau, miau, no, no, Paulina!

¡Terminarás quemadita!"

Las llamas -¡ay!- han prendido

en la manga, en el vestido,

la falda, la cabellera;

¡Se quema la niña entera!

-¡Ay!- Mina y Minz, las gatitas,

¡cómo chillan, criaturitas!

"¡Auxilio!, ¡Ayuda, por favor!

¡Arde la niña, oh, pavor!"

"¡Miau, miau, traigan agua!

¡Qué espanto! ¡Miagua, miagua!"

La niña -¡qué gran tristeza!-

ardió de pies a cabeza.

Quedaron sólo cenizas,

y rojas, dos zapatillas.

Y Mina y Minz, las gatitas

lloran, lloran ¡pobrecitas!

"¡Qué tragedia, miau, miau miau!

¿Cuándo vendrán, papáu, mamáu?"

Y derraman, tristemente,

de lágrimas un torrente.

- En 'Die Geschichte vom Daumenlutscher' (La Historia del Pequeño Chupa-dedo), una madre advierte a su hijo sobre no chuparse el dedo. Sin embargo, el mocoso insiste y se aparece un sastre que le corta los pulgares con unas tijeras.

"¡Conrado!", dice mamá:

"Salgo un rato, estate acá

sé bueno, juicioso y pío

hasta que vuelva, hijo mío

y no te chupes el dedo

porque entonces -¡ay, qué miedo!-

vendrá a buscarte, pillastre

con las tijeras el sastre

y te cortará -tris, tras!-

los pulgares, ya verás".

Sale la señora y ¡zas!

¡Chupa que te chuparás…!

Se abre la puerta y de un salto,

entra en la casa, al asalto,

el terrible sastre aquél

que venía en busca de él.

Con la afilada tijera

le corta los dedos -¡fuera!-

y deja al pobre Conrado,

llorando desconsolado.

Cuando mamá vuelve al hogar,

Se lo encuentra -¡puro llorar!-

¡Sin pulgares se quedó,

el sastre se los cortó!

- En 'Die Geschichte von den schwarzen Buben' (La Historia de los Niños Negros) San Nicolás les da un escarmiento a tres niños que se burlan de otro por el color de su piel oscura. Para darles una lección, los sumerge en tinta, dejándolos más negros que la sombra del chico del que se burlaban.

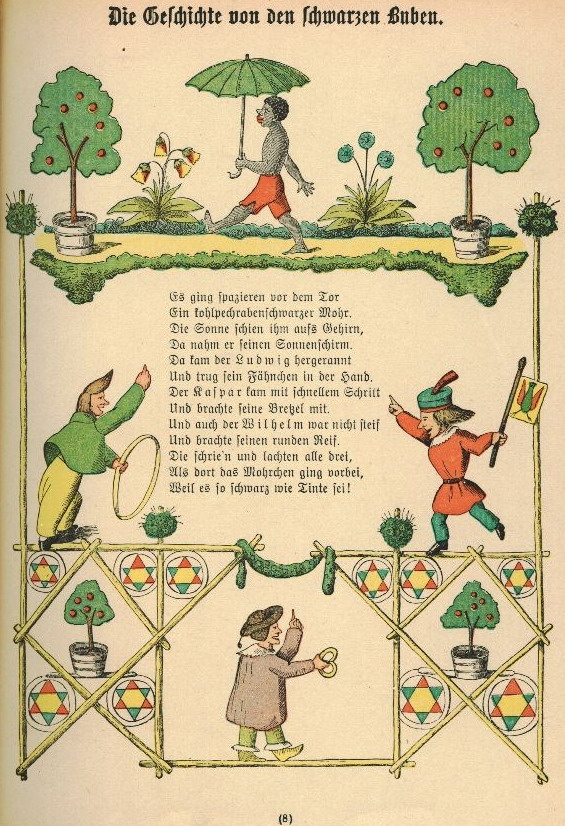
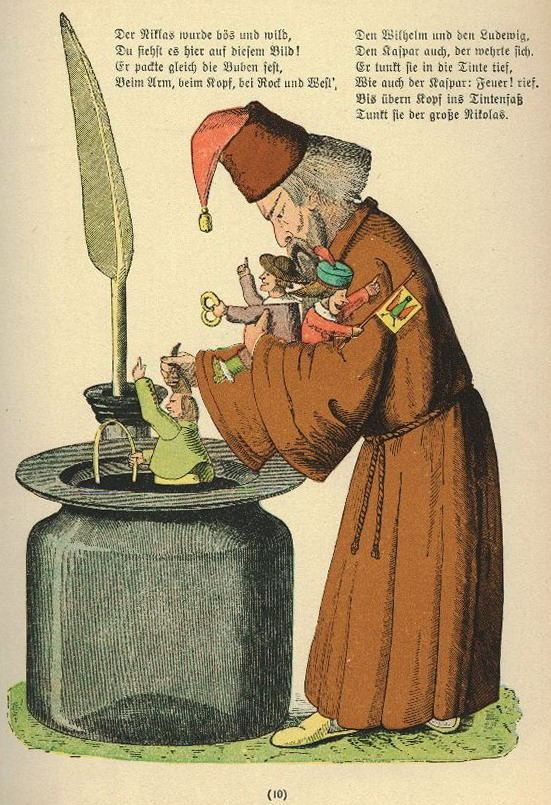
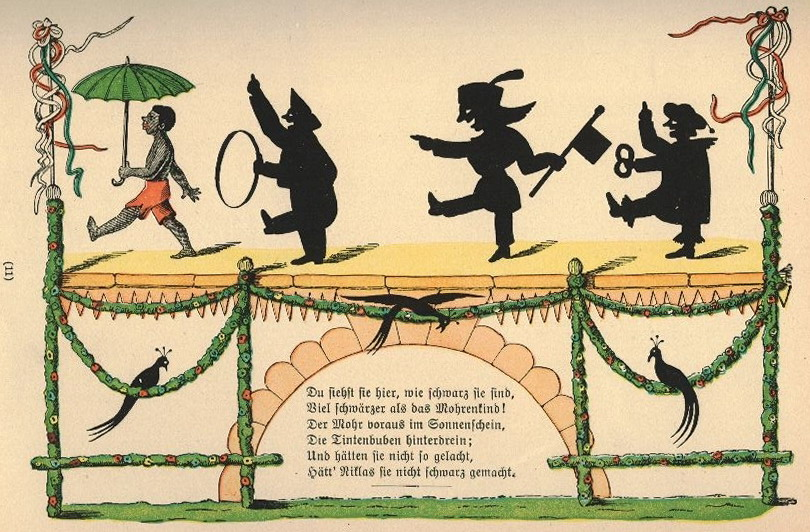

- 'Die Geschichte von dem wilden Jäger' (La Historia del Cazador Desalmado) Es la única que no se enfoca en los niños. En esta fábula, una liebre cuya familia ha sido masacrada por el cazador, le roba su escopeta y le da una lección.

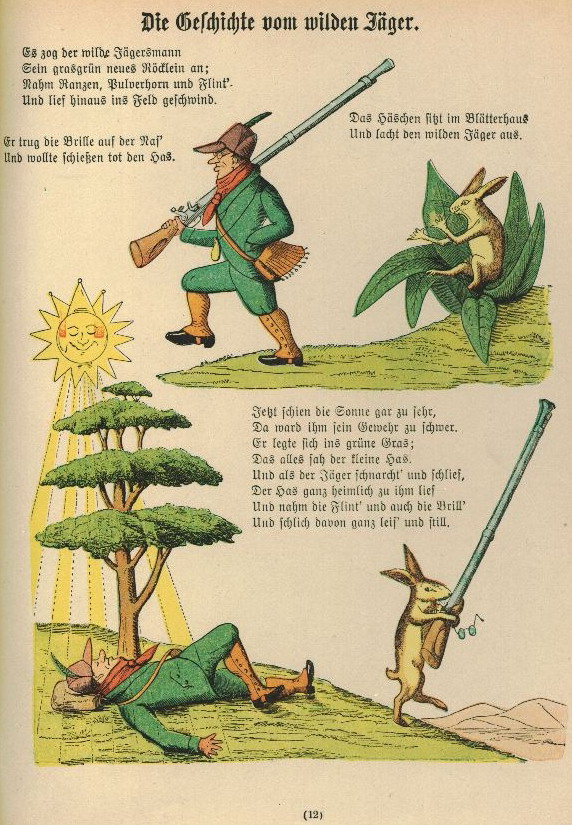
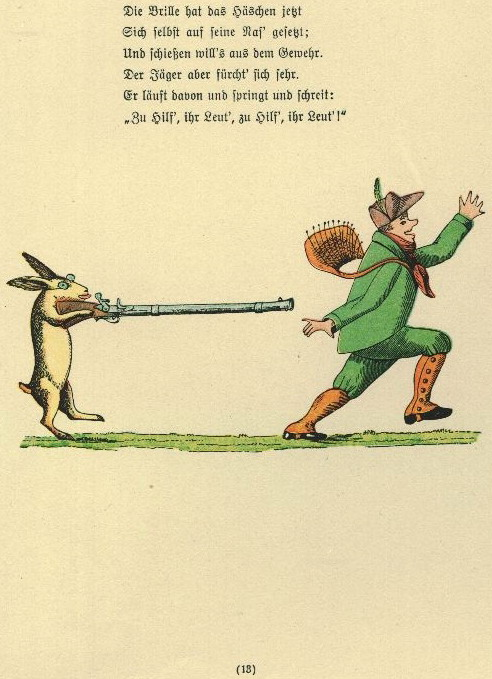
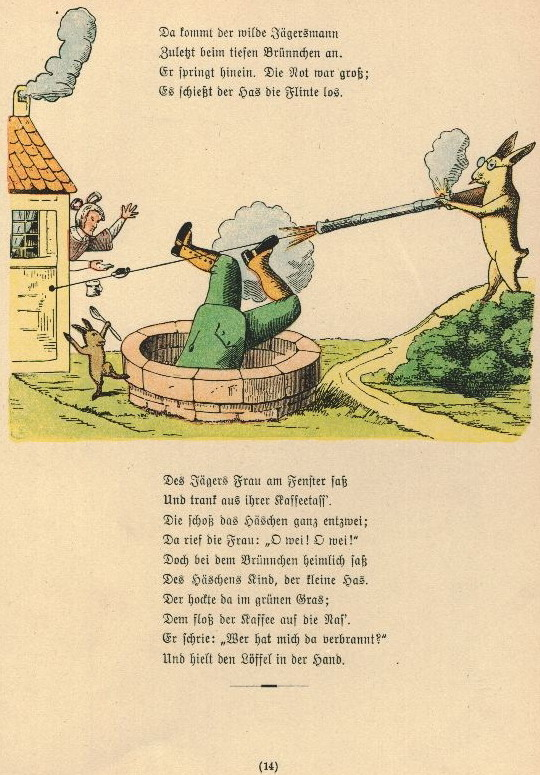

- 'Die Geschichte vom Suppen-Kaspar' (La Historia de Gaspar, el Melindroso) empieza con Gaspar, un chico fuerte y saludable, pero que se rehúsa a comer los nutritivos platos que no son de su agrado. Como consecuencia, se va adelgazando hasta morir.

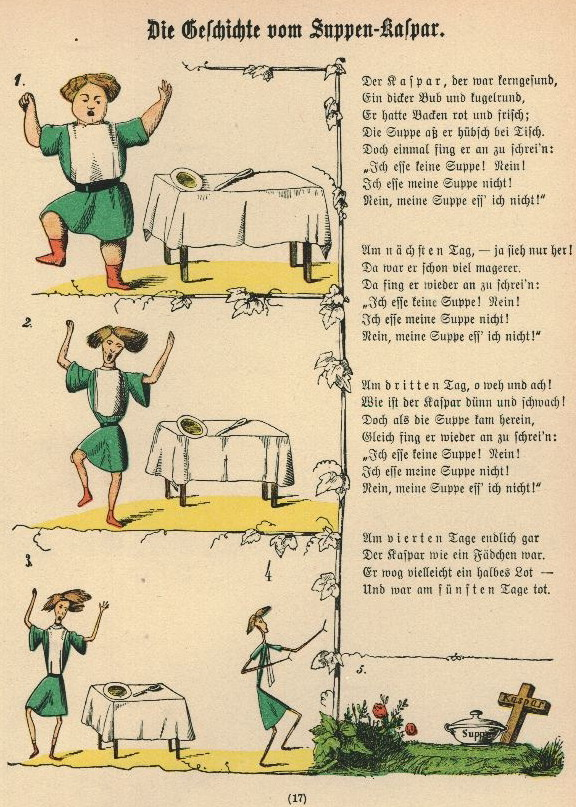

- En 'Die Geschichte vom Zappel-Philipp' (La historia de Felipe, el Berrinchudo), un chico hace rabietas a toda hora, causándole grandes disgustos a sus padres.

- En 'Die Geschichte von Hans Guck-in-die-Luft' (La Historia de Juan Babieca) un chico aprende (a la mala) que debe siempre fijarse por donde camina, especialmente al cruzar por un puente.

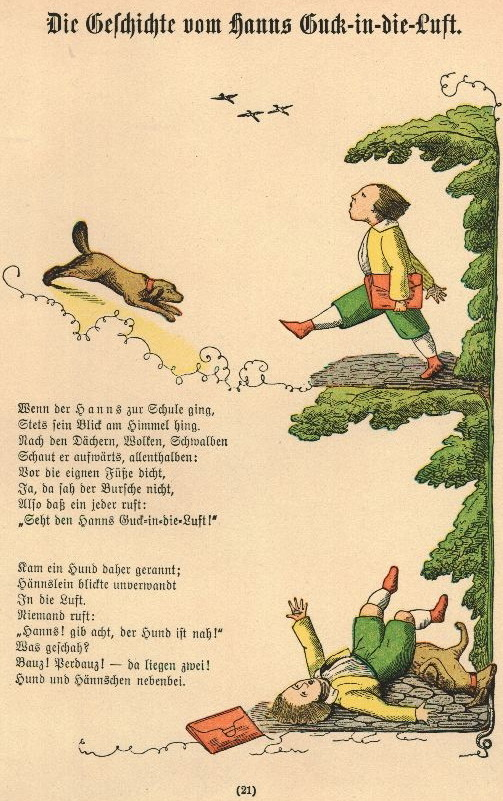
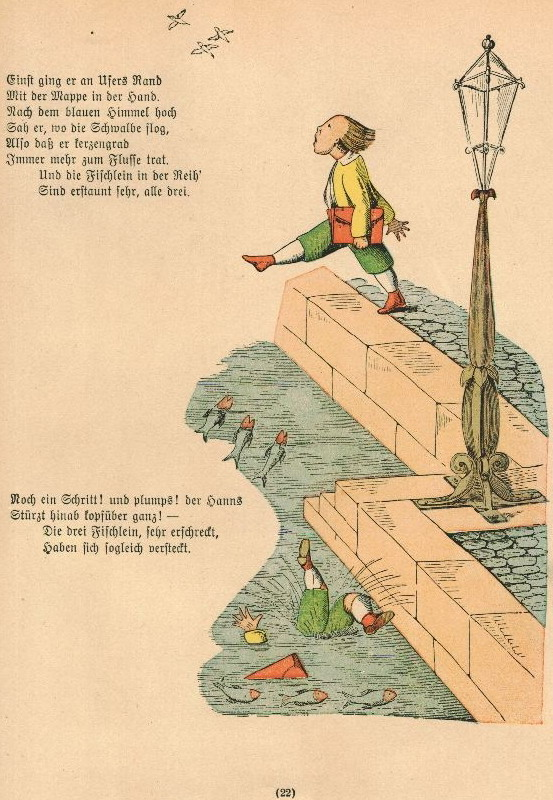

- 'Die Geschichte vom fliegenden Robert' (La historia de Roberto, el Volador) nos cuenta el infortunio de un chico que ignora las advertencias, y sale a jugar durante una tormenta.

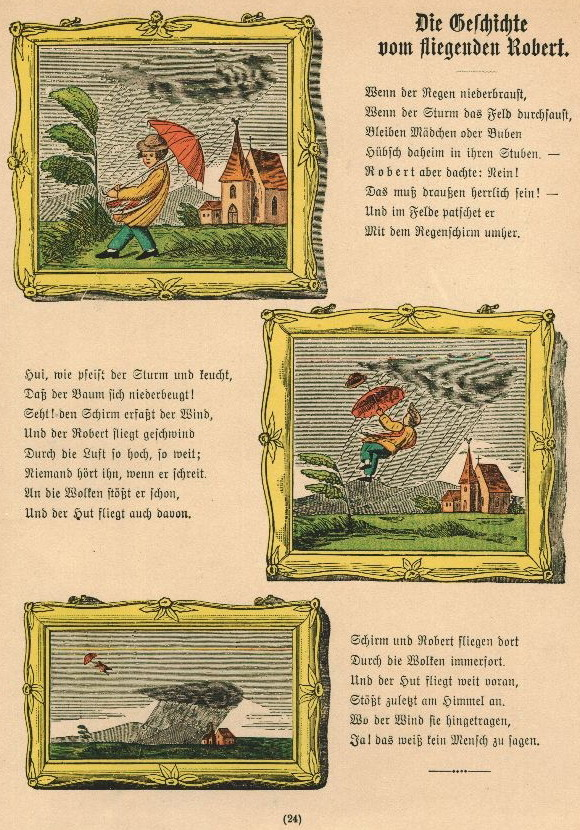

## Otras versiones, adaptaciones y parodias

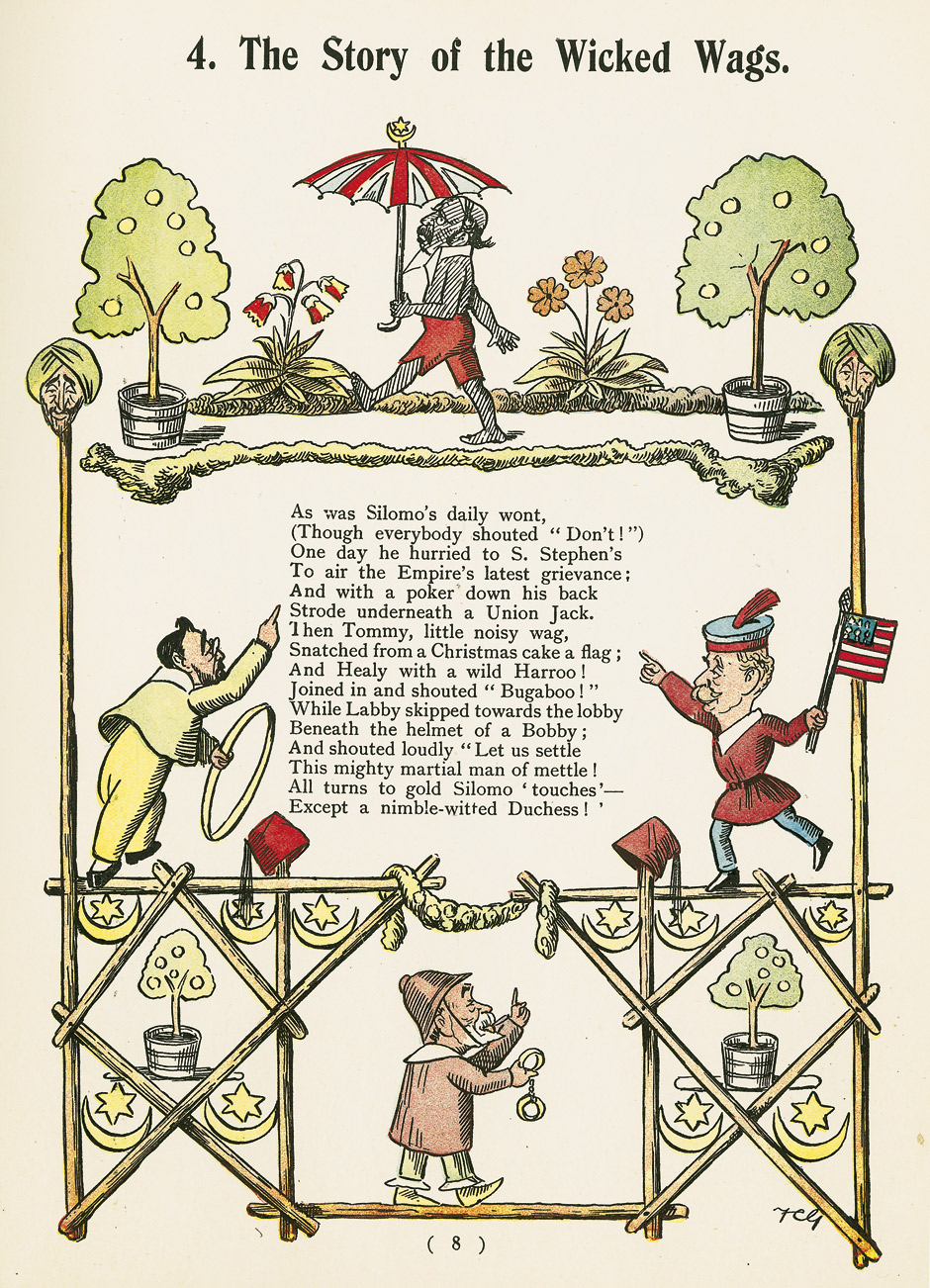
Caricatura de sátira política parodiando al Struwwelpeter; Londres, 1899.

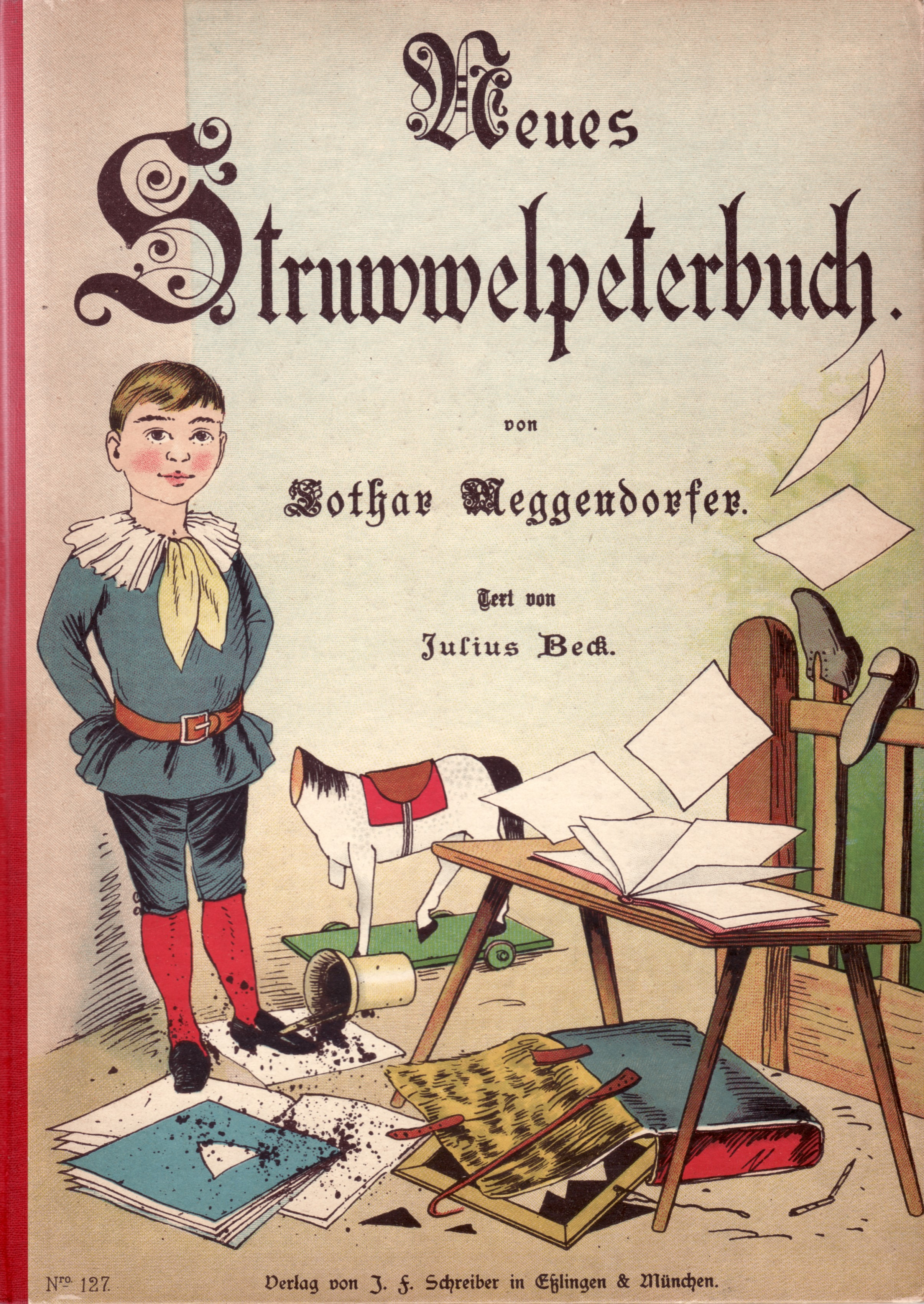
Libro de parodias del Struwwelpeter, Múnich, circa 1900.

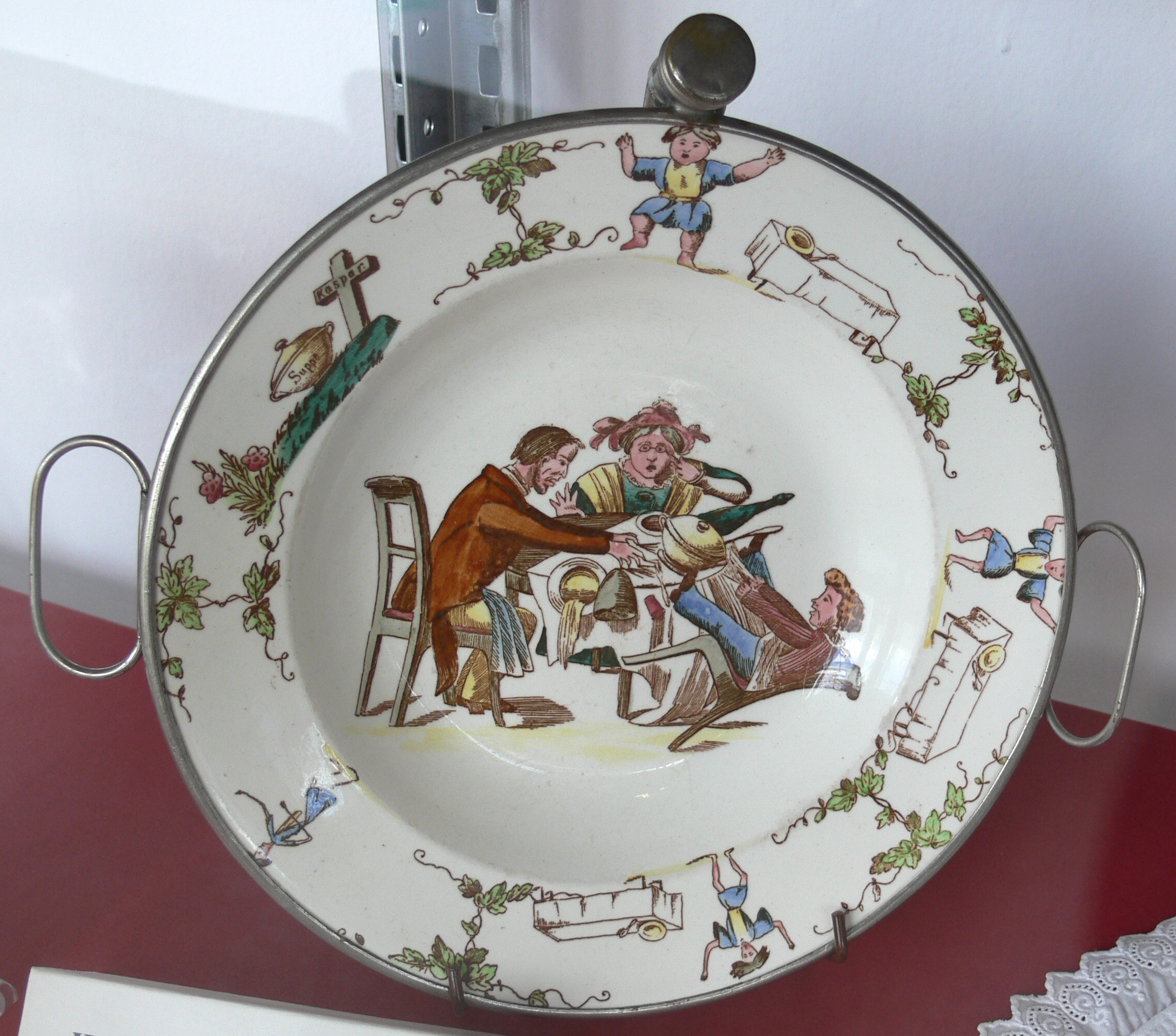
Sopera con ilustraciones del Struwwelpeter.

Desde su primera publicación, Struwwelpeter ha sido traducido, adaptado y parodiado múltiples veces. El conocido personaje se ha utilizado incluso para la sátira política y se ha adaptado una y otra vez a los tiempos. El éxito sin precedentes se debió no sólo a la nueva forma de presentación, sino también a la imagen atípica que Hoffmann utilizó en su historia para la época.
- Mark Twain hizo una traducción al inglés de los versos originales;[6] el libro pronto alcanzó popularidad en Europa y surgieron otras ediciones en holandés, danés, sueco, ruso, francés, italiano, español y portugués.[7] Ediciones posteriores incluyen al latín, griego, esperanto, finlandés, noruego, checo, polaco y japonés, además de dialectos como el yidis, alsaciano o sórabo. Recientemente, se han editado versiones en formato digital/multimedia. Considerando el número global de ediciones y reediciones en todos los formatos e idiomas alrededor del mundo, se han estimado 540 ediciones del libro, con varias decenas de millones de ejemplares en circulación desde su primera impresión.[8]

- Alrededor del año 1890, se publicó en Alemania Struwelliese (Elisa la Desgreñada) por el Dr. Julius Lüthje con ilustraciones de Franz Maddalena. Se le considera como la contraparte femenina de Pedro Melenas para las niñas, ya que presentaba "defectos típicamente femeninos", como la curiosidad y el chisme.[9]

- En 1941, el Daily Sketch de Londres publicó una serie de caricaturas políticas con el título de Struwwelhitler (Hitler el Desgreñado), firmadas por el "Dr. Schrecklichkeit" (El Dr. Terrorífico), pseudónimo usado por la pareja de hermanos ingleses Robert y Phillip Spence, donde personalidades como Hitler, Goering y Mussolini parodiaban a los personajes originales.[10]

- En 1955, se estrenó en Alemania Occidental la película infantil Der Struwwelpeter, dirigida por Fritz Genschow, con un elenco que incluía niños y adultos. En la película, las historias del libro están acompañadas por un narrador (el propio director). En su mayor parte, la película se ciñe al original de Hoffmann. Todas las rimas se mencionan de forma hablada y cantada y las historias se presentan de forma escénica. La mayoría de las veces, incluso los motivos de los dibujos se recrean.[11]

- 'Anti-Struwwelpeter', una parodia del libro, fue publicada en 1970 por el caricaturista alemán de origen polaco F.K. Waechter, en el que sucedían las mismas crueldades, pero ahora no a los niños, sino a sus padres, mientras los chicos contemplaban impasibles los castigos infligidos a sus progenitores intolerantes y empeñados en corregir sus defectos.[12]

- Una versión con ilustraciones más agresivas, orientadas al público adulto con amplio criterio, pero manteniendo los textos de Hoffmann, fue publicada en 1999 bajo el título Struwwelpeter: Fearful Stories and Vile Pictures to Instruct Good Little Folks (Struwwelpeter: Historias temibles e imágenes viles para instruir a los pequeños); incluye la advertencia: ¡Este libro infantil no es para niños!.[13]

- En 1998, se estrenó un musical titulado Shockheaded Peter creado por la Compañía inglesa Improbable Theatre (Julian Crouch, Phelim McDermott, Julian Bleach, et al.) y musicalizado por The Tiger Lillies, obteniendo varios reconocimientos. La producción combina elementos de pantomima y marionetas con versiones musicalizadas de los poemas. Se reestrenó en 2001 y 2005, presentándose en Inglaterra, Alemania, Austria y Estados Unidos.[14]

- Diversas adaptaciones musicales en estilo de cantatas han sido escritas, como las de Kurt Hessenberg (1949), titulada  Struwwelpeter-Kantate para un coro de niños a tres voces, dos flautas de pico, piano, percusión ad libitum y orquesta de cuerda;[15] la de Cesar Bresgen (1953), una cantata escénica titulada Der Struwwelpeter para coro infantil a dos voces, flautas dulces, instrumentos de percusión y piano;[16] y la de Siegfried Köhle (1968), una composición que abarca ocho canciones basadas en los textos de Hoffmann bajo el título original Der Struwwelpeter op. 31.[17] Otras adaptaciones para orquesta han sido escritas por Alexandros Mouza (Grecia, 2004)[18] y Martin Bärenz (Alemania, 2006).[19]

- Algunos de cuentos han sido adaptados a canciones; el grupo británico de rock-punk XTC se inspiró en el personaje del sastre con las tijeras para su canción Scissor Man, incluida en el álbum Drums and Wires de 1979. La banda inglesa de rock gótico/pagano Inkubus Sukkubus incluyó el tema Struwwelpeter en su álbum Wild del año 1999. Por su parte, la banda alemana Rammstein planeaba editar todo un álbum conceptual con las historias del libro; finalmente, solo la Terrible Historia de Paulina y los Cerillos llegó a ser una canción que grabaron: Hilf mir (Ayúdame) y que fue incluida en el álbum Rosenrot de 2006.[20] La banda Knorkator incluyó el tema de El Pequeño Chupadedo en la canción Konrad Archivado el 5 de agosto de 2021 en Wayback Machine. del álbum We Want Mohr en 2014, así como el tema de Felipe, el Berrinchudo en la canción Die Geschichte vom Zappel-Philipp Archivado el 8 de septiembre de 2021 en Wayback Machine. del álbum Ich bin der Boss en 2016. El grupo alemán Ost+Front tiene en su álbum Adrenalin (2018) la canción inspirada por La Historia de Juan Babieca, Hans guck in die Luft; la canción comienza con una línea similar a la de la rima original del cuento.

- Der Burgerpaul (La Hamburgesa Paul) apareció por primera vez en el año 2007 con el texto e ilustraciones del artista y diseñador español-alemán Miguel Ángel Silva-Höllger. En el año 2013, se lanza la cuarta edición, revisada y actualizada. Trata de diez jóvenes con nombres actuales (Leon, Tim, Laura, Emily) y de los problemas más corrientes de estos adolescentes (adicciones a la comida chatarra, drogas y sexo, comportamientos violentos, etc.). La forma de retratar a los jóvenes y sus problemas es drástica y exagerada, al estilo del libro original.[21]

- En 2009, con motivo del 200.º aniversario del nacimiento de Heinrich Hoffmann, el caricaturista David Füleki ha dado un nuevo enfoque a los personajes de Hoffmann, convirtiéndolos en una pandilla de niños inadaptados que luchan contra un entorno estirado y dictatorial. Sus aventuras se narran en la saga Struwwelpeter: die Rückkehr (Struwwelpeter: El regreso), que ha sido publicada por la editorial Tokyopop.[22]

- Los textos rimados de Wilfried von Bredow y las ilustraciones de Anke Kuhl en el libro ilustrado Lola rast und andere schreckliche Geschichten (Lola corre y otras historias terribles) del año 2009, se basan formalmente en el original de Hoffmann, pero abordan las "inmoralidades contemporáneas" de los niños (descuido en el tráfico, consumo excesivo de televisión, caos en la habitación infantil). Como en el texto original, los siete cuentos ilustrados terminan de forma "horrible", drástica y extraña.[23]

- En 2013, aparece una nueva encarnación del personaje, en el libro Der Cyber-Peter - und andere Geschichten aus der modernen Welt nicht nur für Kinder (Pedro en el ciberespacio - y otras historias del mundo moderno no sólo para niños) de Klaus Günterberg. Aquí, se advierte a los jóvenes sobre los peligros a los que se exponen potencialmente en el internet, la toxicidad del abuso de las redes sociales, así como la adicción a los teléfonos móviles y dispositivos electrónicos.[24]

## Influencia en la cultura popular

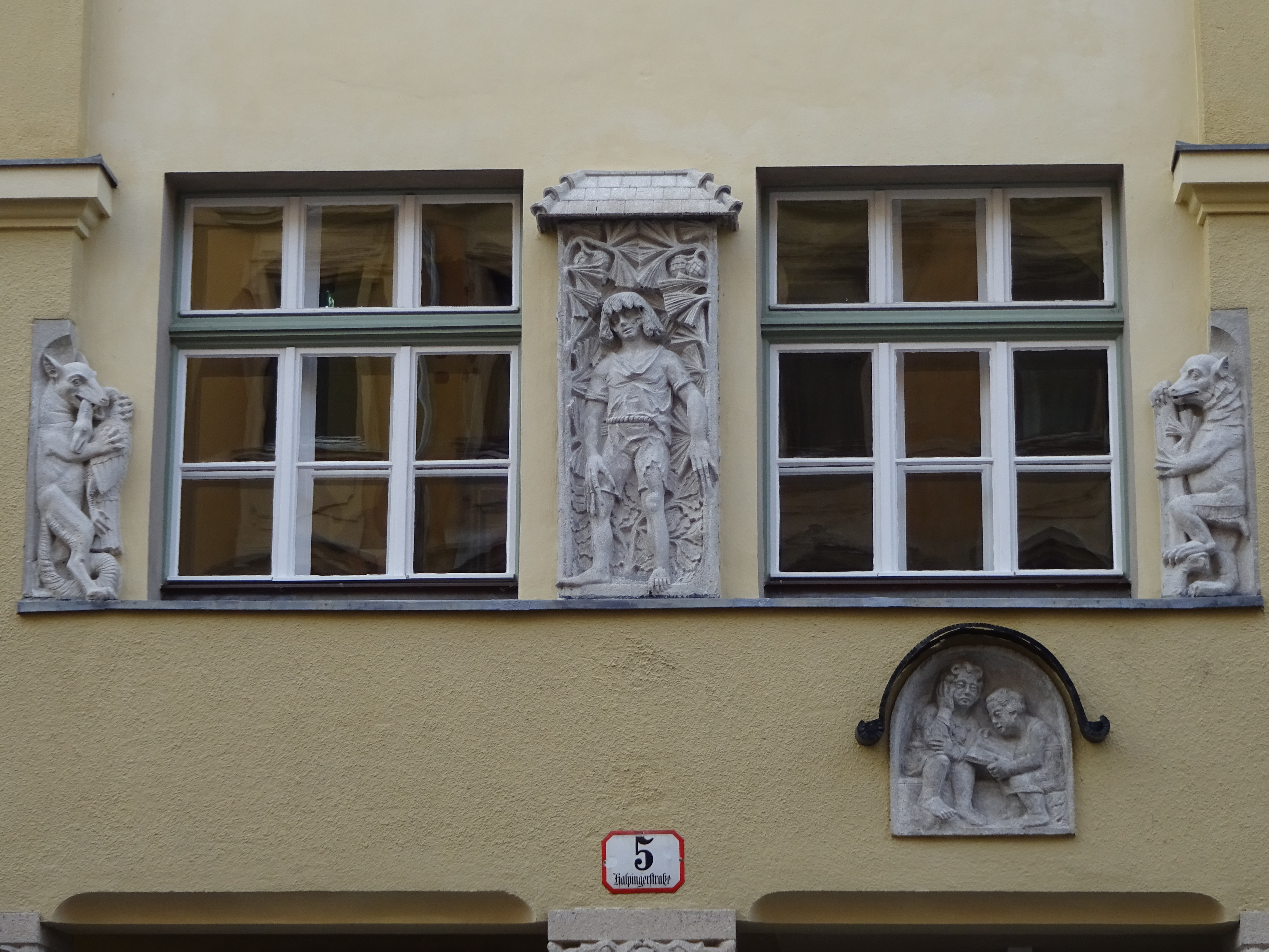
Relieve del Struwwelpeter en una escuela en Innsbruck.

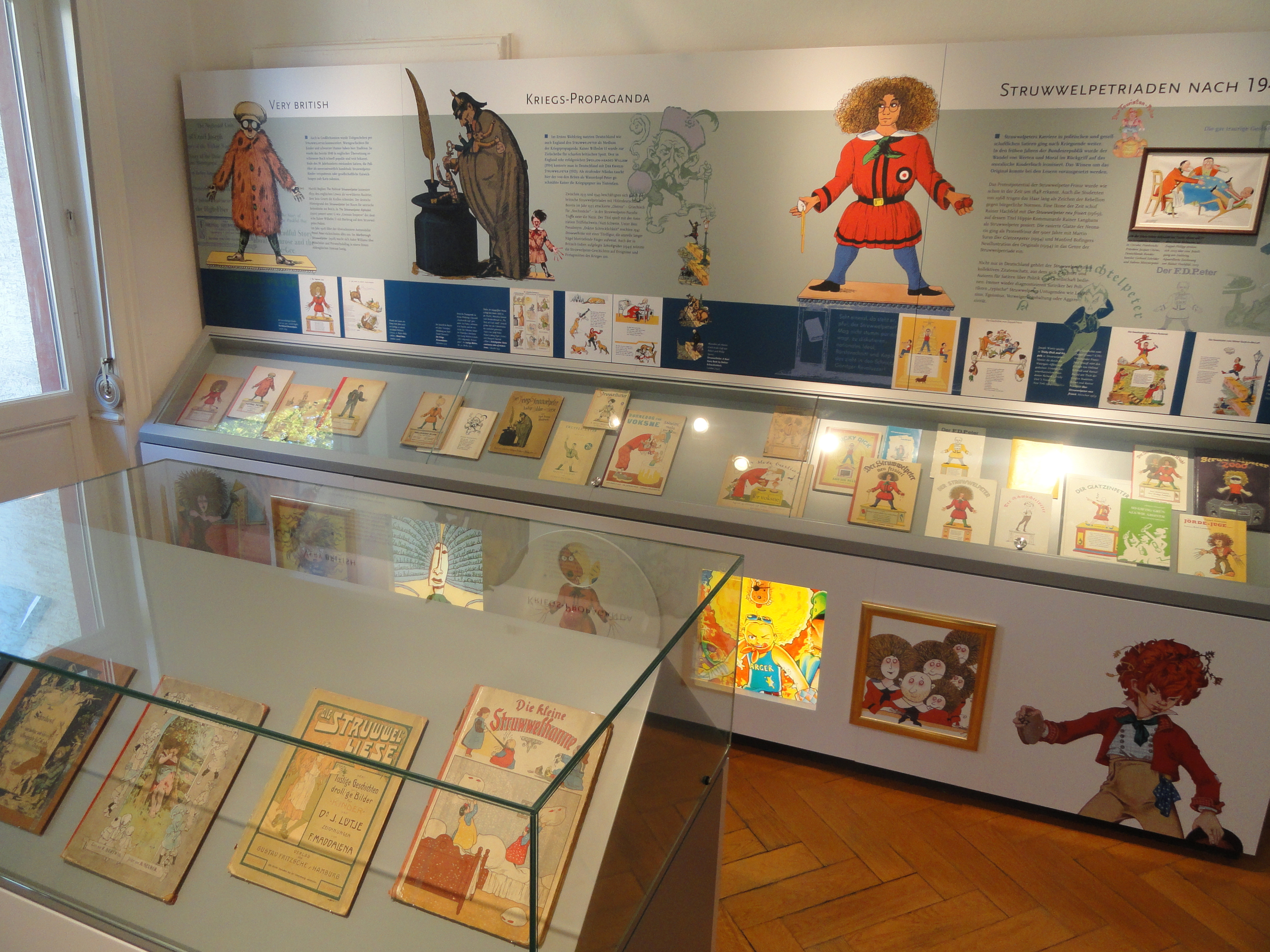
Museo del Struwwelpeter en Frankfurt.

Struwwelpeter fue más popular desde mediados del siglo XIX hasta mediados del siglo XX. Hoy en día, fuera de los países de habla alemana, la obra no es muy conocida. En Alemania, sin embargo, las historias y los dibujos son icónicos y reconocibles al instante. Se han utilizado en la publicidad y en las campañas políticas, y Struwwelpeter es el nombre de un gran número de empresas alemanas. Esto no quiere decir que Struwwelpeter haya sido olvidado en el resto del mundo. Ha tenido un impacto duradero en la literatura infantil, especialmente en autores como Edward Gorey, Roald Dahl y Maurice Sendak. y en diversas temáticas que involucran fábulas, cuentos con moraleja, castigos o espantos.
Otras apariciones del libro o sus personajes incluyen:
- Curtain: Poirot's Last Case (Novela, 1975)

La escritora británica Agatha Christie hace referencia a Pedro Melenas en su novela Curtain: Poirot's Last Case (Telón, Collins Crime Club, 1975); el narrador de la historia, Arthur Hastings, describe así a otro personaje, Stephen Norton: "Tenía la costumbre de pasarse las manos por su pelo corto y gris, dejando sus puntas erizadas, como el Struwwelpeter".
- Van der Valk (Serie de TV, 1991)

En la cuarta edición de la serie británica de detectives Van der Valk (basada en las novelas de Nicolas Freeling), titulada  Doctor Hoffman’s Children (Los hijos del doctor Hoffman), el detective, interpretado por Barry Foster, resuelve una serie de asesinatos tras encontrar el libro en el dormitorio de su casa, cuando su mujer le cuenta La historia del Pequeño Chupadedo a su nieta. Todos los asesinatos se realizaron al estilo de los acontecimientos del libro.
- Rescue Dawn (Película, 2006)

En la película de guerra basada en una historia real, Rescue Dawn (Rescate al amanecer), el aviador de la Armada de los Estados Unidos de origen alemán Dieter Dengler (interpretado por Christian Bale) tiene pintados a Roberto el Volador y su paraguas en el lateral de su avión.
- The Office (Serie de TV, 2006)

La serie estadounidense The Office hace referencia al libro en la segunda temporada, en el episodio 18: Take Your Daughter to Work Day (Día de llevar a tu hija al trabajo). Dwight Schrute (Rainn Wilson) lee a los niños La historia de El Pequeño Chupadedo, pero es interrumpido por un horrorizado Michael Scott (Steve Carell).
- Family Guy (Serie de TV, 2009)

Dentro de la octava temporada de la serie de animación estadounidense Padre de familia, en el noveno episodio: Business Guy, se parodió la Historia de El pequeño Chupadedo, en forma de un interludio típico de la serie, cuando Peter le dice a su esposa Lois que su actitud es "más deprimente que un cuento alemán para dormir".
- Woman in Gold (Película, 2015)

Una copia del libro con Pedro Melenas en la portada aparece en la película Woman in Gold (La dama de oro), cuando la protagonista, Maria Altmann (interpretada por Helen Mirren) recuerda su juventud en Viena durante la anexión de Austria a Alemania, en el período conocido como Anschluss.
- Dr Who (Serie de TV, 2017)

En el tercer episodio de la décima temporada de Doctor Who, Thin Ice (Hielo delgado), el Doctor (Peter Capaldi) lee parte de la historia de El pequeño Chupadedo a un grupo de infantes del Londres de 1814.
- Neo Magazine Royale (Programa de TV, 2018)

El episodio 34 de la temporada 7 del programa alemán Neo Magazine Royale presentó un segmento llamado Dr. Böhmermanns Struwwelpeter (El Struwwelpeter del Dr.  Böhmermann, en referencia al conductor del talk show). Con un formato de falso documental y un tono de comedia absurda, el director de una guardería infantil presenta el libro del Dr. Hoffmann a un grupo de padres de familia de diferentes estratos sociales, los cuales tienen diversas reacciones a las historias, las cuales se recrean, imaginadas en la época actual.
- Jeeves and the Leap of Faith (Novela, 2020)

En la novela de Ben Schott, Jeeves and the Leap of Faith (Jeeves y el salto de fe), basada en las historias de Jeeves & Wooster de P.G. Wodehouse, Bertie Wooster se sorprende al descubrir que a su ayudante de cámara, Jeeves, le leyeron Der Struwwelpeter de niño, en lugar de Winnie-the-Pooh.

## Controversias

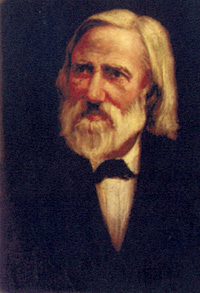
Heinrich Hoffmann.

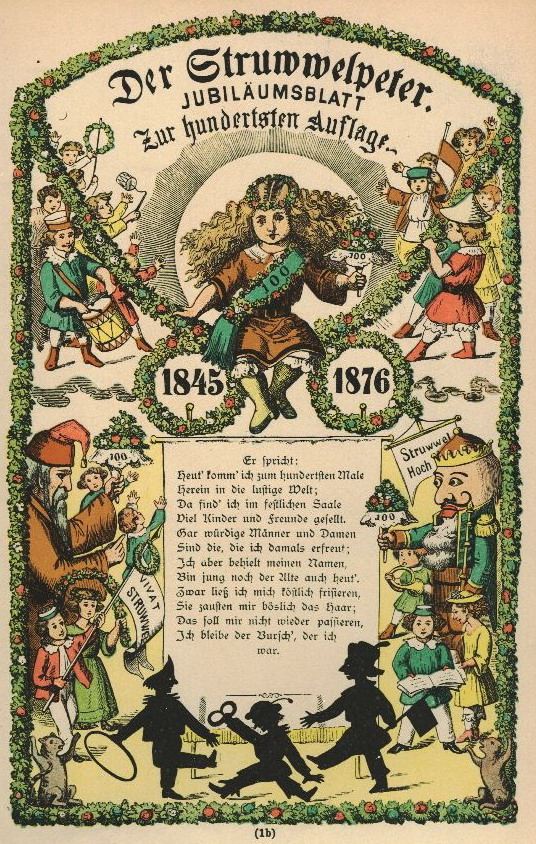
Ilustración creada para celebrar la centésima edición del libro (1876).

Heinrich Hoffmann era psicólogo y, como tal, estaba convencido de que "no sirve de nada limitarse a simplemente, decirle a los niños que sean buenos". Por lo tanto, ilustró las consecuencias de desobedecer las reglas de una manera muy drástica. Por ello, con el paso del tiempo, sus relatos fueron mal vistos como "pedagogía negra", y algunos académicos expresaron su preocupación por los "potenciales" daños psicológicos a largo plazo (como el reforzamiento de ansiedades o agresiones preexistentes) a los jóvenes lectores. Sin embargo, hoy en día esta valoración se ha relajado. Mientras tanto, Struwwelpeter se ve más bien desde la perspectiva de su época, en la que se consideraba definitivamente progresista.
Al respecto, Linda Schmitz, la curadora de una exposición sobre la influencia cultural de este libro, en una entrevista con el portal de Deutsche Welle, declaraba: "Todo es caricaturesco, pero por supuesto también se trataba de provocar un cambio de comportamiento. Así que para dejarlo claro a los niños: Esto es lo que puede ocurrir si se juega con fuego. Hoffmann no quería asustar a los niños sin sentido, sino sólo advertirles sin rodeos de los peligros de la vida cotidiana. Los personajes se siguen utilizando hoy en día para caricaturizar y representar a la sociedad".